# Carina Lilge-Leutner
Carina Lilge-Leutner (* 10. Juni 1960 als Carina Leutner; † 21. August 2017 in Wien) war eine österreichische Langstreckenläuferin und vierfache Marathon-Staatsmeisterin (1987, 1990, 1991, 1993).

## Werdegang

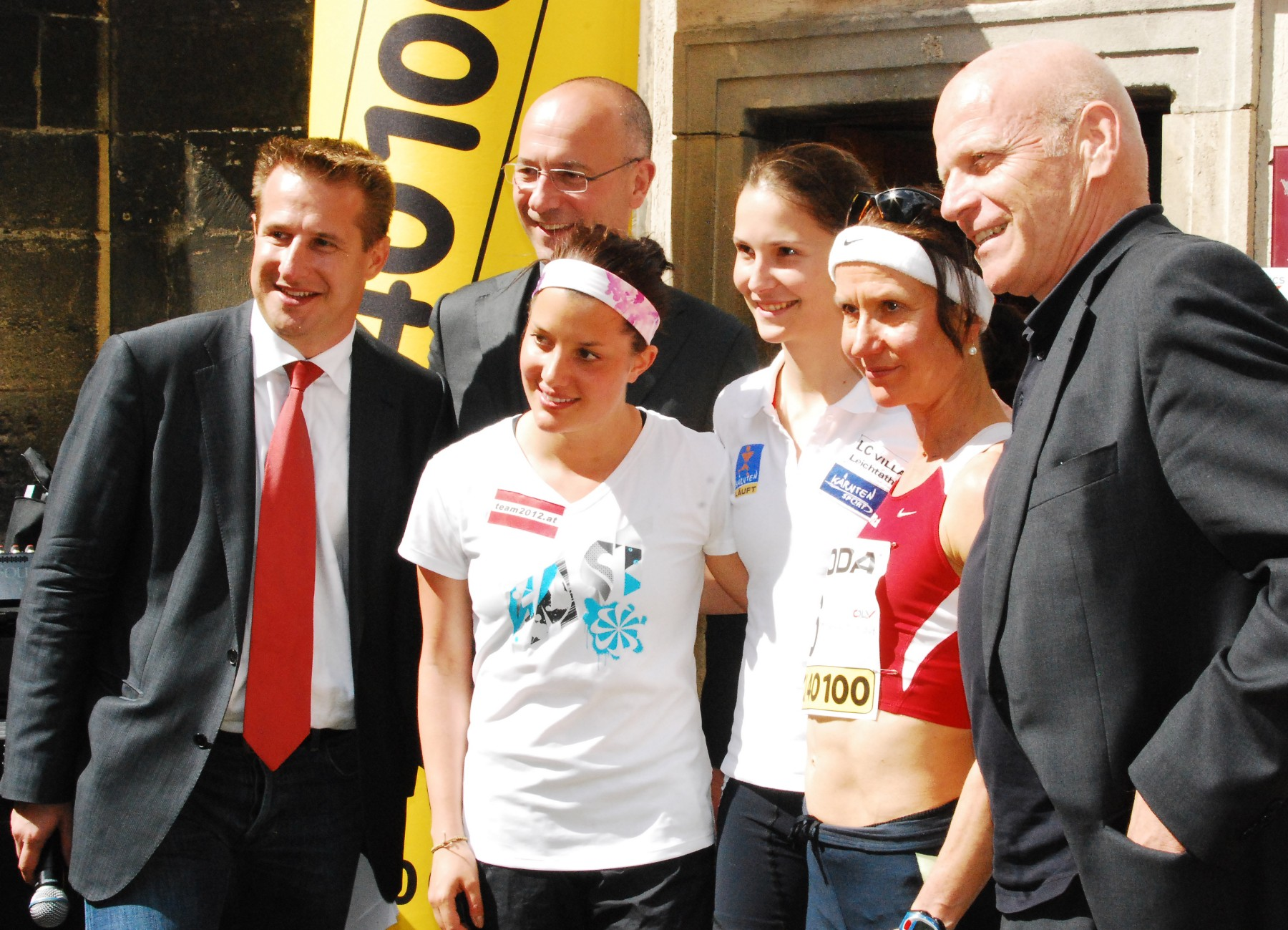
Carina Lilge-Leutner beim Steffl Turmlauf 2012 (2.v.r)

### Marathon seit 1985
Mit dem Laufsport begann sie im Herbst 1984 im Alter von 24 Jahren und meldete sich im Oktober 1985 für ihren ersten Marathon in Graz an.
1986 stellte sie beim Chicago-Marathon als Achte mit 2:37:09 h einen nationalen Rekord auf.
Im Jahr darauf wurde sie 1987 als Gesamtsiegerin beim Wiener Frühlingsmarathon österreichische Meisterin im Marathonlauf.
Bis 1992 startete sie als Carina Weber-Leutner.
Weitere nationale Titel über diese Distanz errang sie 1990, 1991 (als Dritte beim Wiener Frühlingsmarathon) und 1993 (als Gesamtsiegerin des Donaumarathons).
Dreimal wurde sie nationale Meisterin über 10.000 Meter (1986, 1992, 1994) und je zweimal im 15-km-Straßenlauf (1986, 1991), im Halbmarathon (1992, 1995) und im Berglauf (1991, 2008).

### Triathlon seit 1999
Ende der 90er-Jahre wechselte sie zum Triathlon und 1999 belegte sie bei den Staatsmeisterschaften über die olympische Distanz (1,5 km Schwimmen, 40 km Radfahren und 10 km Laufen) den fünften Rang und wurde in diesem Jahr mit ihrer Leistung bei der „TriMania“ in Kärnten (= Vorgängerveranstaltung des Ironman Austria: 3,86 km Schwimmen, 180,2 km Radfahren und 42,195 km Laufen) jahresschnellste Österreicherin über die Langdistanz.
2005, 2007 und 2011 gewann sie den Schneeberglauf.
Carina Lilge-Leutner startete für das team2012.at, das von ihrem früheren Ehemann Wilhelm Lilge geleitet wird.
Sie ist am 21. August 2017 im Alter von 57 Jahren nach einer Krebserkrankung verstorben und hinterlässt eine Tochter.  Sie wurde am Wiener Zentralfriedhof bestattet.

## Persönliche Bestzeiten
- 1500 m: 4:29,93 min, 19. August 1990, Feldkirch-Gisingen
- 3000 m: 9:37,38 min, 17. August 1990, Feldkirch-Gisingen
- 5000 m: 16:35,51 min, 9. Juni 1991, Wien
- 10.000 m: 33:38,85 min, 19. Juli 1990, Dortmund
- Halbmarathon: 1:17:58 h, 5. September 1993, Pinkafeld
- Marathon: 2:37:09 h, 26. Oktober 1986, Chicago